# 四海旅行社
四海旅行社有限公司，英文(Four Seas Travel)（前港交所上市編號：0755.HK）（香港旅行社牌照號碼：350161），南華集團旗下公司，是在1973年由梁海及梁楊麗玲創立。
1992年，當時以「四海旅遊國際有限公司」名義上市，而在2000年，因為發生股權爭拗，最終落入南華集團企業一份子。
1999年，當時大股東梁海及梁楊麗玲因抵押予銀行的股份，而遭受斬倉拋售，接貨者就是南華系的南華策略（吉利汽車前身）由於南策原已持有四海權益超過50%，隨後亦向其餘股東提出全面收購而接手四海。
2002年，出售給民營企業家，已由上海証大取代上市。
另外，最高峰時有多間分行，現時只有2家。

## 外部連結
- 四海旅行社（页面存档备份，存于）